# Hole in My Heart (All the Way to China)
«Hole in My Heart (All the Way to China)» es una canción interpretada por la cantante estadounidense Cyndi Lauper, publicada el 22 de junio de 1988 por la compañía discográfica Epic Records. Es el tema musical de la película Vibes, una comedia romántica dirigida por Ken Kwapis y protagonizada por Lauper y Jeff Goldblum, Julian Sands y Peter Falk; que se basa en la historia de dos psíquicos que son contratados para ir en busca de un antiguo tesoro en Ecuador. La distribuidora Columbia Pictures solicitó a la cantante que grabara una canción original para el filme. En aquel momento se encontraba trabajando en su tercer álbum de estudio, A Night to Remember (1989). 
Posteriormente figuró en dos de sus álbumes recopilatorios: Twelve Deadly Cyns... and Then Some (1994) y en The Great Cyndi Lauper (2003). El tema fue compuesto por Richard Orange, exintegrante del grupo Zider Zee, y producida por Lennie Petze y Lauper.

## Antecedentes
Para 1988, Lauper se encontraba componiendo temas para su nuevo álbum que sería lanzado el año siguiente, bajo el nombre de  "Kindred Spirit", pero fue cancelado. Un año más tarde Lauper lanzó el álbum, con el título definitivo: A Night To Remember. "Hole in My Heart (All the Way to China)" no fue incluida en la mayoría de los formatos del álbum. Sólo se incluyó en la edición japonesa como bonus track y en la edición japonesa de "Twelve Deadly Cyns...and then some" y  "The Great Cyndi Lauper.
En pocas ocasiones Lauper interpretó el tema en vivo. En el marco de la gira  A Night To Remember World Tour, fue incluida en el set list del show de Santiago de Chile en noviembre de 1989, pero también la llegó a interpretar en distintos países de Asia y Australia en noviembre de ese mismo año. En 2004, durante la etapa australiana de su octava gira mundial, llamada  "The At Last  World Tour", se realizó parte de la canción a capela por petición de la audiencia. Sin embargo no fue hasta el " Body Acoustic Tour" realizada en 2006 donde volvió a tocar el tema con cierta regularidad, y con más frecuencia en el True Colors World Tour que realizó en 2007. El tema también abría su gira de 2008 en Australia. 
La canción también se puede encontrar en el bootleg de abanico aclamado, Backsided, que era un proyecto hecho por fanes creada para conseguir pistas raras Cyndi en el reproductor de CD. La pista por fin vio la luz en un CD oficial, a partir de 2003, con el lanzamiento de la compilación 3-CD, La Gran Cyndi Lauper.

## Composición
En 1987, Lauper se encontraba grabando su primera película, debutando como protagonista, Vibes, pero conocida en habla hispana como El secreto de la pirámide de oro. Con el fin de interpretar una canción que le diera un toque característico a la cinta  se puso en contacto con el compositor Richard Orange

## Lista de canciones
1. "Hole in My Heart (All the Way to China)" (Richard Orange)
2. "Boy Blue" (Recorded live at the Zenith) (Jeff Bova, Lauper, Stephen Broughton Lunt)
3. "Maybe He'll Know" (Lauper, John Turi)

## Posicionamiento en listas

### Semanales
| País           | Lista                   | Mejor posición |
| -------------- | ----------------------- | -------------- |
| Australia      | ARIA                    | 8              |
| Chile          | Chilean Singles Chart   | 27             |
| Estados Unidos | Billboard Hot 100       | 54             |
| Finlandia      | Suomen virallinen lista | 10             |
| Italia         | FIMI                    | 37             |
| Nueva Zelanda  | RMNZ                    | 8              |
| Suiza          | Schweizer Hitparade     | 13             |